# Kapela Kalnička
Kapela Kalnička je naselje u Republici Hrvatskoj, u sastavu Općine Ljubešćica, Varaždinska županija. 

## Stanovništvo
Prema popisu stanovništva iz 2001. godine, naselje je imalo 308 stanovnika te 95 obiteljskih kućanstava.
| broj stanovnika | 359   | 393   | 410   | 434   | 480   | 499   | 452   | 473   | 410   | 416   | 378   | 379   | 371   | 327   | 308   | 268   | 217   |
|                 | 1857. | 1869. | 1880. | 1890. | 1900. | 1910. | 1921. | 1931. | 1948. | 1953. | 1961. | 1971. | 1981. | 1991. | 2001. | 2011. | 2021. |

## Poznate osobe
- Stjepan Krizin Sakač, isusovac, hrvatski povjesničar, tvorac teorije o iranskom podrijetlu Hrvata, idejni tvorac Bratovštine sv. Jeronima za pomoć hrvatskim izbjeglicama